# 洛斯里奧斯 (多明尼加)
洛斯里奧斯（西班牙語：Los Ríos），是多明尼加共和國的城鎮，位於該國西南部，由巴奧魯可省負責管轄，面積149.87平方公里，2012年人口9,963，人口密度每平方公里66人。